# Autorité des technologies de communication et d'information
Lʼautorité des technologies de communication et d'information (en turc : Bilgi Teknolojileri ve İletişim Kurumu ou BTK) est une agence gouvernementale turque chargée de réguler les communications électroniques en Turquie. Elle dépend du Ministère des transports, des affaires maritimes et de la communication même si elle est officiellement indépendante du pouvoir exécutif. Elle dispose de 7 antennes régionales pour réaliser ses missions. 
Cette agence a connu une renommée internationale à la suite du blocage de Wikipédia en avril 2017,,,.